# Sky Witness
Sky Witness – brytyjska stacja telewizyjna, należąca do British Sky Broadcasting. Wystartowała jako UK Living 1 września 1993 roku. Obecna nazwa funkcjonuje od 1 lutego 2011 roku.
Tematyka kanału skierowana jest głównie do kobiet i osób młodych, ale pojawiają się programy, przeznaczone dla mężczyzn i osób w wieku 18-45, np. Orły z Bostonu czy CSI.
W stacji możemy, również zobaczyć takie programy jak Chirurdzy, Will & Grace, Zabójcze umysły, czy chociażby Zaklinacz dusz.
W grudniu 2012 roku udziały kanału uplasowały się na poziomie 0,4%.